# 완우
완우(阮瑀, ? ~ 212년)는 후한 말기의 저술가이다. 자는 원유(元瑜). 진류군 위씨(尉氏, 지금의 허난성 카이펑 시) 출신. 건안칠자 중 한 사람.

## 가계
- 아들: 완적 - 죽림칠현 중 한 사람
  - 손자: 완함 - 죽림칠현 중 한 사람